# Toshiko Taira
Toshiko Taira (em japonês: 平良 敏子; Okinawa, 14 de fevereiro de 1921- Okinawa, 13 de setembro de 2022) foi uma artista têxtil japonesa que criou o kijoka-bashofu, um pano feito de fibras de Musa basjoo, uma espécie de bananeira. Taira foi reconhecida como um tesouro nacional vivo desde 2000.

## Biografia
Taira nasceu em 14 de fevereiro de 1921 em Kijoka, no vilarejo de Ōgimi, Okinawa. Quando criança, ela aprendeu a tecer algodão e kijoka-bashofu com a mãe. Em 1944, Taira trabalhou em uma fiação em Kurashiki, Okayama. Com o incentivo do proprietário da fábrica, Soichiro Ohara, ela começou a estudar com Kichinosuke Tonomura, chefe de um museu de arte folclórica. Durante esse tempo, ela foi fortemente influenciada pelo movimento mingei. Quando ela voltou para Okinawa, em 1946, descobriu que muitas das bananeiras haviam sido cortadas ou mortas e estava determinada a revitalizar as árvores e a arte de kijoka-bashofu que as utiliza.
Após a Segunda Guerra Mundial, ocorreu uma queda na demanda por quimonos feitos com kijoka-bashofu. Taira fez corredores de mesa e almofadas de fibras grossas, mas recebeu críticas por diminuir a qualidade associada ao kijoka-bashofu. Depois de receber essas críticas, ela trabalhou mais frequentemente com as fibras mais finas. Ela também teve algumas exposições de seu trabalho durante esse período. Taira abriu um estúdio têxtil bashofu em 1963 e contratou alguns tecelões locais para poder centralizar e aumentar a produção.
Kijoka-bashofu foi nomeado um importante patrimônio cultural intangível em 1974. A Associação Cooperativa Industrial de Kijoka Basho-fu foi fundada em 1984 e, pouco depois disso, em 1986, o Salão Bashofu da vila Ogimi foi aberto e começou a oferecer treinamento. Em 2000, Taira foi reconhecida como um tesouro nacional vivo. Por fim, ela recebeu duas Ordens da Coroa Preciosa em 1992 e 2002.
As obras de Taira é mantida por vários museus, incluindo o Museu Metropolitano de Arte e o Museu Britânico.